# Odznaka Turystyki Pieszej

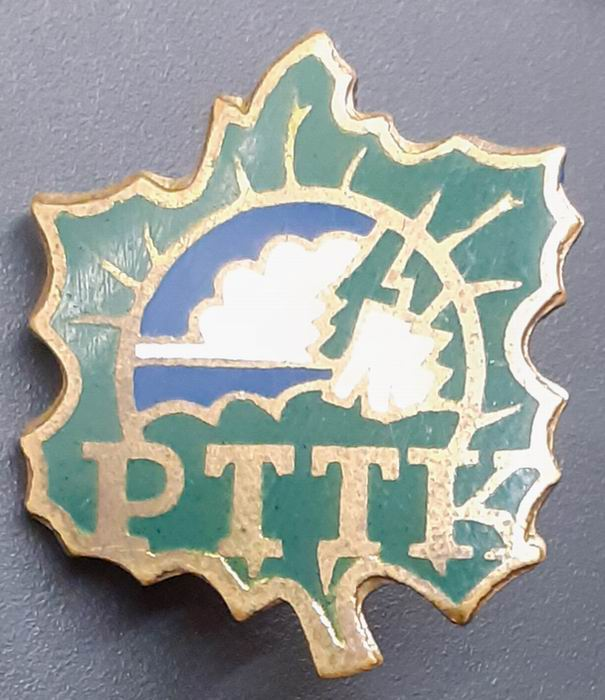
OTP w stopniu popularnym

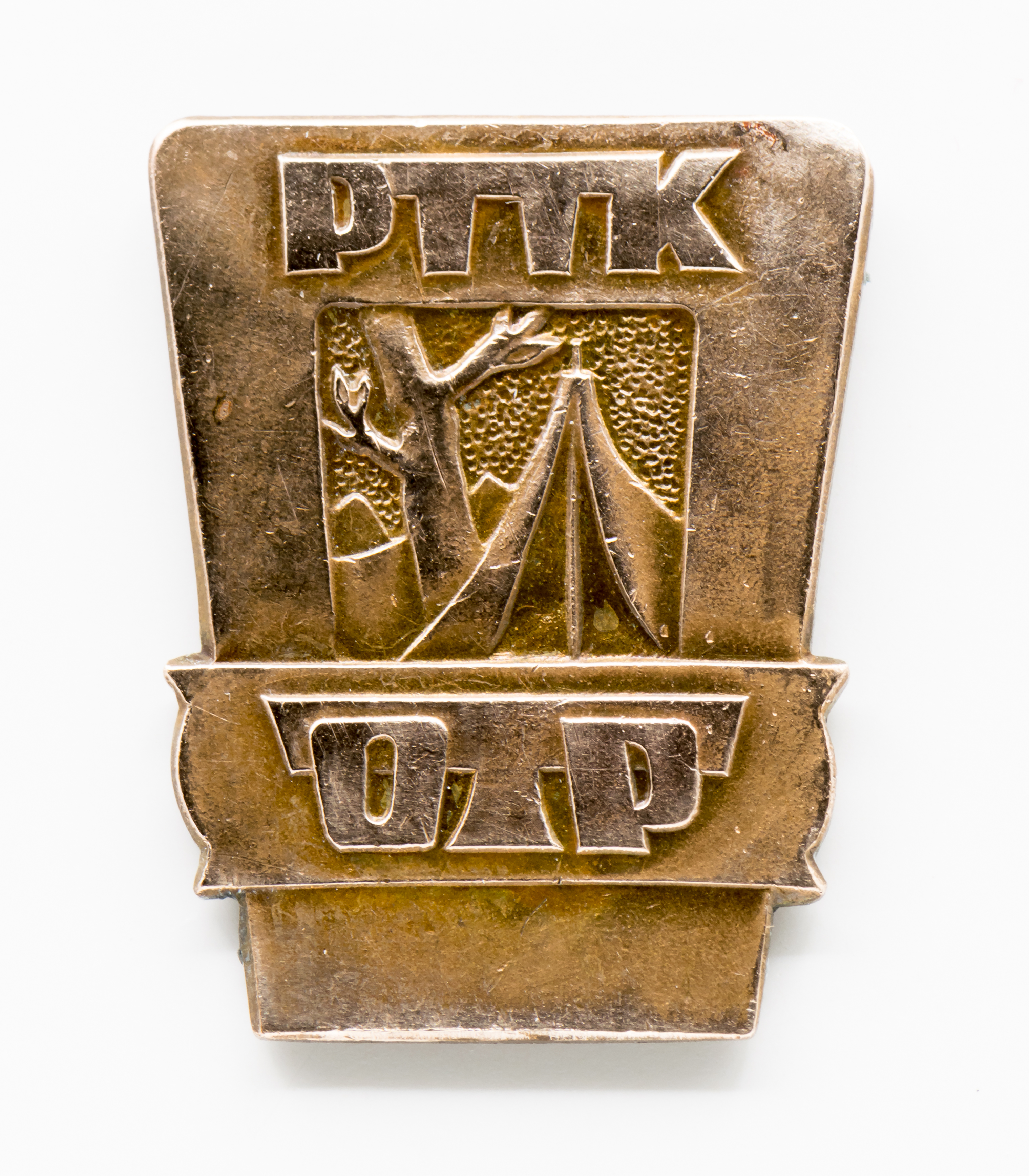
OTP w stopniu małym brązowym

Odznaka Turystyki Pieszej (OTP) – odznaka ustanowiona w 1952 przez Polskie Towarzystwo Turystyczno-Krajoznawcze w celu popularyzacji turystyki pieszej nizinnej. Można ją zdobywać od 6 roku życia na wycieczkach pieszych – zaliczając 1 punkt za 1 km, jak również zaliczając punkty dodatkowe za zwiedzanie miejscowości określonych w regulaminie.

## Teren zdobywania odznaki
Odznakę można zdobywać na obszarze Rzeczypospolitej Polskiej:
- na terenach nizinnych;
- na terenach wyżynnych i górskich następujących pasm:
  - Góry Świętokrzyskie,
  - Masyw Ślęży,
  - Pogórze Karpackie,
  - Przedgórze Sudeckie,
  - Góry Stołowe,
  - Góry Opawskie,
  - Góry Kaczawskie;
- oraz na terenach następujących kotlin:
  - Kotlina Jeleniogórska,
  - Kotlina Kłodzka,
  - Kotlina Żywiecka,
  - Kotlina Nowotarska,
  - Kotlina Sądecka.

## Stopnie odznaki
Odznaka posiada kilka kategorii i stopni:
- Siedmiomilowe Buty: srebrne i złote – odznaka dla dzieci do 10 lat,
- popularną,
- małą: brązową, srebrną i złotą,
- dużą: srebrną i złotą,
- „Za wytrwałość w Turystyce Pieszej” w trzech stopniach,
- OTP „Dla Najwytrwalszych” w trzech stopniach.

Nadzór nad OTP sprawuje Komisja Turystyki Pieszej Zarządu Głównego PTTK. Kadrą programową odpowiedzialną za OTP są przodownicy turystyki pieszej PTTK.